# Sokolovi járás

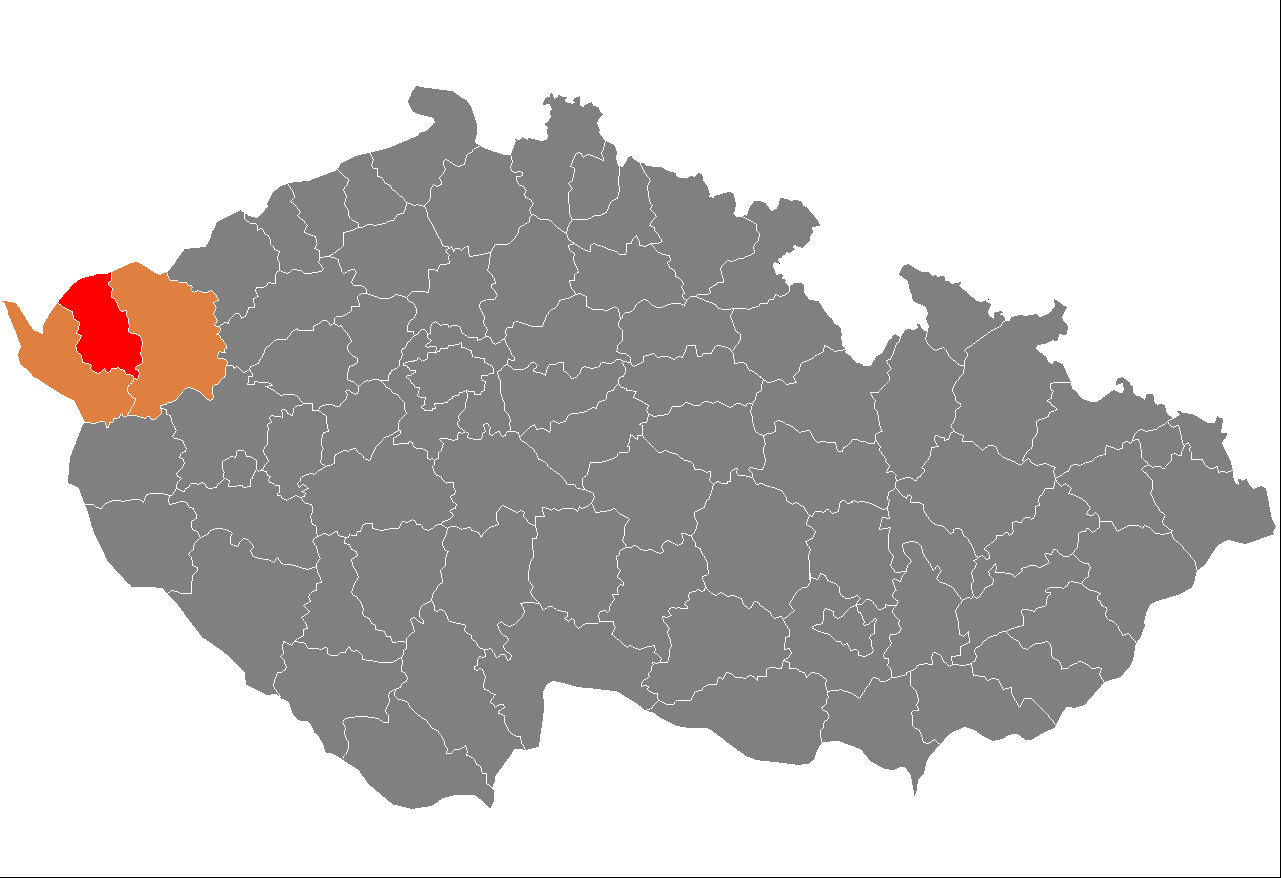
A Sokolovi járás

Sokolovi járás (csehül: Okres Sokolov) közigazgatási egység Csehország Karlovy Vary-i kerületében. Székhelye Sokolov. Lakosainak száma 93 379 fő (2007). Területe 753,6 km².

## Városai, mezővárosai és községei
A városok félkövér, a mezővárosok dőlt, a községek álló betűkkel szerepelnek a felsorolásban.

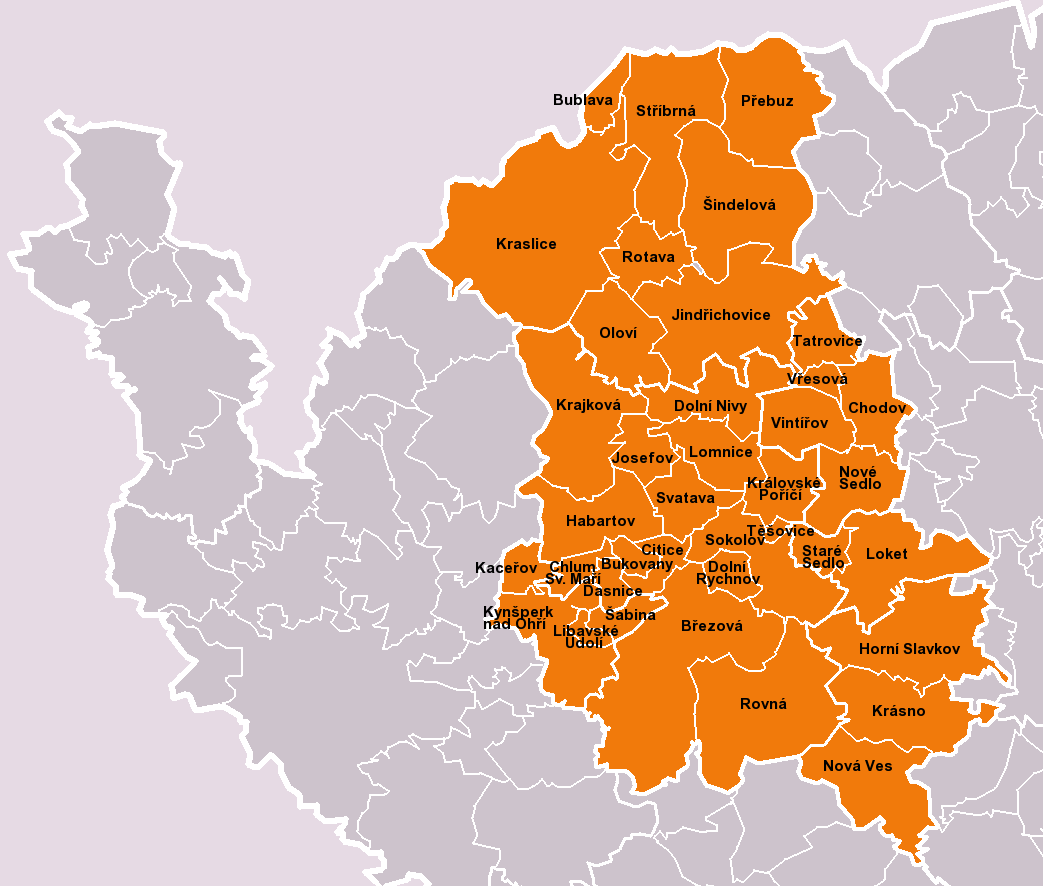
A Sokolovi járás városai és községei

Březová •
Bublava •
Bukovany •
Chlum Svaté Maří •
Chodov •
Citice •
Dasnice •
Dolní Nivy •
Dolní Rychnov •
Habartov •
Horní Slavkov •
Jindřichovice •
Josefov •
Kaceřov •
Krajková •
Královské Poříčí •
Kraslice •
Krásno •
Kynšperk nad Ohří •
Libavské Údolí •
Loket •
Lomnice •
Nová Ves •
Nové Sedlo •
Oloví •
Přebuz •
Rotava •
Rovná •
Šabina •
Šindelová •
Sokolov •
Staré Sedlo •
Stříbrná •
Svatava •
Tatrovice •
Těšovice •
Vintířov •
Vřesová

## Fordítás
- Ez a szócikk részben vagy egészben  a   Sokolov District című angol Wikipédia-szócikk ezen változatának fordításán alapul.  Az eredeti cikk szerkesztőit annak laptörténete sorolja fel. Ez a jelzés csupán a megfogalmazás eredetét és a szerzői jogokat jelzi, nem szolgál a cikkben szereplő információk forrásmegjelöléseként.
- Ez a szócikk részben vagy egészben  az   Okres Sokolov című cseh Wikipédia-szócikk ezen változatának fordításán alapul.  Az eredeti cikk szerkesztőit annak laptörténete sorolja fel. Ez a jelzés csupán a megfogalmazás eredetét és a szerzői jogokat jelzi, nem szolgál a cikkben szereplő információk forrásmegjelöléseként.